# Diploperla morgani
Diploperla morgani är en bäcksländeart som beskrevs av Boris C. Kondratieff och Voshell Jr. 1979. Diploperla morgani ingår i släktet Diploperla och familjen rovbäcksländor. Inga underarter finns listade i Catalogue of Life.